# Barbara Earl Thomas

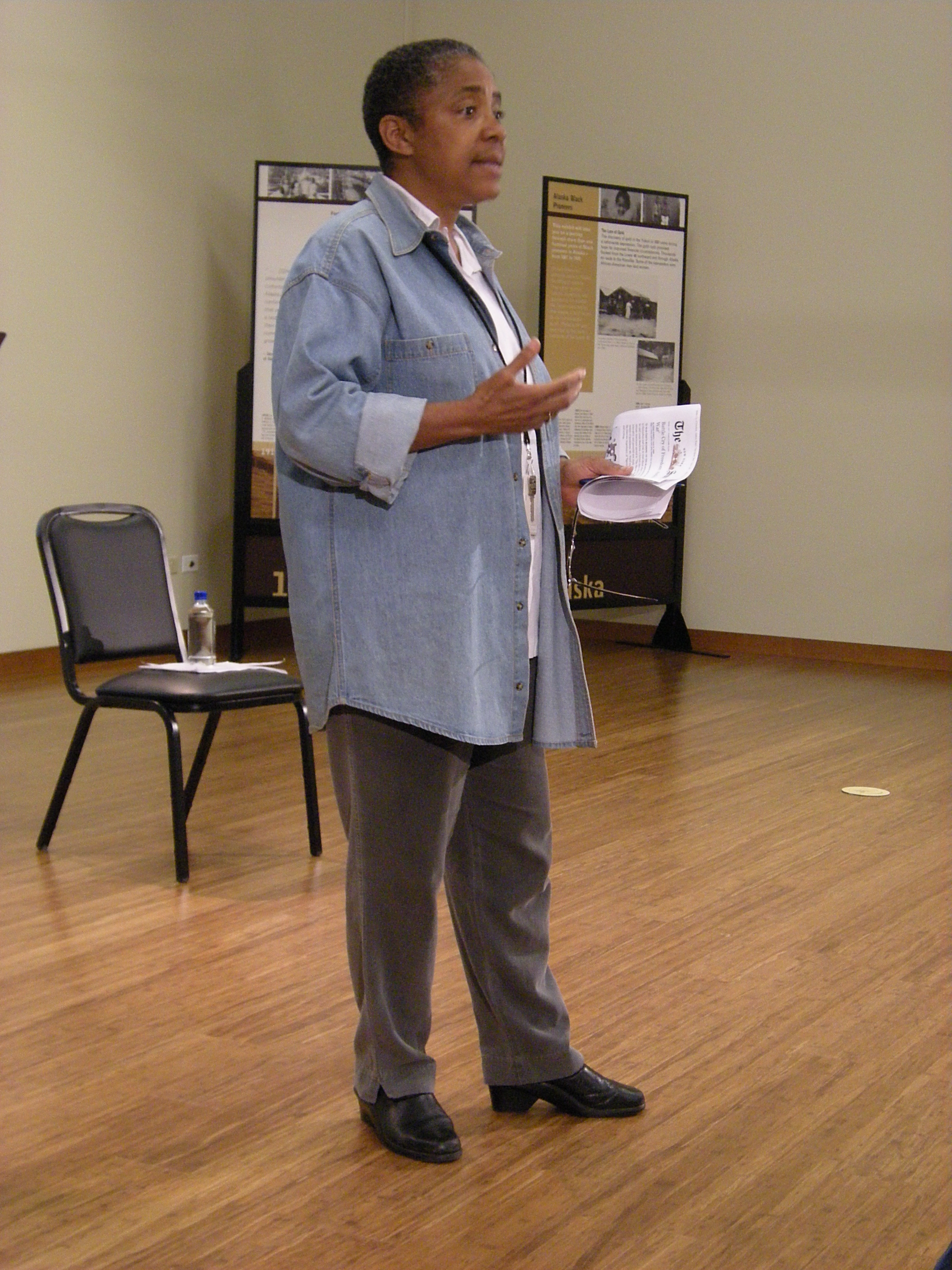
Barbara Earl Thomas (2008)

Barbara Earl Thomas (* 1948 in Seattle, Washington) ist eine amerikanische Künstlerin und Schriftstellerin, die für ihre visuellen Erzählungen bekannt ist, die soziale, psychologische und formale Themen untersuchen. Barbara Earl Thomas’ Arbeiten umfassen eine Vielzahl von Medien, darunter Malerei, Papierschnitte und Drucke. Sie ist bekannt für ihre großformatigen Installationen, die das Licht als belebendes Element einsetzen und den Betrachter in eine Welt leuchtender Szenografien eintauchen lassen.
Neben ihrer Tätigkeit als bildende Künstlerin war Thomas auch als Direktorin des Northwest African American Museum in Seattle aktiv. Sie setzt sich stark für die Förderung junger Künstler und Künstlerinnen und für den Dialog über gesellschaftliche Ungerechtigkeiten ein. Ihre Arbeiten wurden in zahlreichen Ausstellungen in den Vereinigten Staaten gezeigt und sind Teil bedeutender Sammlungen.
Barbara Earl Thomas’ Werke wurden in zahlreichen nationalen Ausstellungen gezeigt, darunter im Seattle Art Museum und im Chrysler Museum of Art. 